# Comunità collinare Vigne & Vini
La Comunità collinare Vigne & Vini è un'unione comunale situata in provincia di Asti, nella zona dell'alto Monferrato astigiano. È composta da 12 comuni; la sede si trova ad Incisa Scapaccino.

## Elenco comuni della Comunità collinare Vigne e Vini
- Bruno
- Calamandrana
- Castelletto Molina
- Castelnuovo Belbo
- Cortiglione
- Fontanile
- Incisa Scapaccino
- Maranzana
- Mombaruzzo
- Nizza Monferrato
- Quaranti
- Vaglio Serra